# Hasse Börjes
Hasse Börjes (ur. 25 stycznia 1948 w Rättvik) – szwedzki łyżwiarz szybki, srebrny medalista olimpijski.

## Kariera
Hasse Börjes specjalizował się w dystansach sprinterskich, jego koronną konkurencją było 500 m. Największy sukces w karierze osiągnął w 1972 roku, kiedy podczas igrzysk olimpijskich w Sapporo zdobył srebrny medal w biegu na 500 m. W zawodach tych wyprzedził go jedynie Erhard Keller z RFN, a trzecie miejsce zajął Walerij Muratow z ZSRR. Na rozgrywanych cztery lata wcześniej igrzyskach w Grenoble był piętnasty na tym samym dystansie. Był też między innymi czwarty na mistrzostwach świata w wieloboju sprinterskim w Eskilstunie w 1972 roku, przegrywając walkę o podium z Holendrem Ardem Schenkiem. W 1971 roku był mistrzem Szwecji w sprincie, a w latach 1967 i 1969-1972 wygrywał na dystansie 500 m. Pięć razy bił rekordy świata.